# Подлесовка (Ямпольский район)
Подлесовка (укр. Підлісівка, пол. Podlasówka, Podlesówka, Podlesieckie) — село на Украине, находится в Ямпольском районе Винницкой области.
Код КОАТУУ — 0525685502. Население по переписи 2001 года составляет 675 человек. Почтовый индекс — 24542. Телефонный код — 4336.
Занимает площадь 5,65 км².

## Религия
В селе действует Свято-Параскевинский храм Ямпольского благочиния Могилёв-Подольской епархии Украинской православной церкви.

## Адрес местного совета
24541, Винницкая область, Ямпольский р-н, с. Слобода-Подлесовская, ул. Котовского, 40